# Ludwik Dolański
Ludwik Dolański (cca 1806 – 11. ledna 1898 Rakova) byl rakouský právník a politik polské národnosti z Haliče, během revolučního roku 1848 poslanec Říšského sněmu.

## Biografie
Roku 1849 se uvádí jako Ludwig von Dolanski, advokát ve Lvově.
Během revolučního roku 1848 se zapojil do veřejného dění. Ve volbách roku 1848 byl zvolen i na ústavodárný Říšský sněm. Zastupoval volební obvod Bibrka. Tehdy se uváděl coby majitel hospodářství a advokát. Náležel ke sněmovní levici.
Po obnovení ústavního systému vlády v 60. letech se znovu zapojil do politiky a zasedl jako poslanec na Haličský zemský sněm. Byl též maršálkem okresní rady v Sambiru. Na mandát zemského poslance rezignoval počátkem roku 1866 ze zdravotních důvodů. Zastupoval kurii velkostatkářskou.
Zemřel v lednu 1898 ve věku 92 let na svém statku Rakova.